# 李石 (唐朝)
李石（786年—847年），字中玉，爵封陇西郡伯，唐朝官员，唐文宗年间宰相；李唐宗室，於唐文宗试图屠戮当权宦官的甘露之变事败后，李石有稳定政局之功。

## 早期仕途
李石出自唐朝宗室大郑王房，是郑孝王李亮的六世孙，襄邑恭王李神符的五世孙，魏国公、幽州大总管李文暕的玄孙，殿中丞、魏国公李捷的曾孙，虢州刺史李坚的孙子，盛唐令李鹏的儿子。唐宪宗元和十三年（818年），李石中进士。大约宪宗子唐穆宗长庆二年（822年），李石为魏博节度使田布从事。当年，田布因忠于朝廷，面临士兵意图兵变的困局，自认为除自杀外别无他法，写遗表请求朝廷援助另两个忠于朝廷的将领李光颜和牛元翼，在自杀前将表文交给李石。
田布死后，李石投效凉国公李听，历事四镇。曾充泾原判官。李石擅长辩论，又有方略，擅长为官之道。李听外出征伐时，李石常留在节度府处理事务。

## 唐文宗年间

### 拜相前
唐文宗太和年间，李石曾任鄜坊道军粮使，表禁商人不得以旗帜、甲胄、五兵入部落，告者可得到罪人财物。三年（829年），李听时任义成节度使，派李石入朝长安奏事。李石见文宗，对答条理分明，文宗为之所动。后来，文宗召李石回长安任工部郎中，判盐铁案。五年（831年），李石守刑部郎中，后又任盐铁判官，后令狐楚任河东节度使，请求李石做了他的副手。曾任左补阙。七年（834年）十二月，拜给事中。九年（835年）七月，权知京兆尹事。十月，改任户部侍郎，判度支事。这使得与和文宗、郑注合谋屠戮当权宦官的宰相李训亲近的京兆少尹罗立言得以权知府事，控制军队。
十二月，文宗、李训、郑注的这起被称为甘露之变的计划失败了，宦官屠杀朝臣，李训、郑注和李训的三位同僚宰相王涯、贾餗、舒元舆都被杀。后果是时任朝议郎、守尚书户部侍郎、判度支、上柱国、赐紫金鱼袋的李石和郑覃被授同中书门下平章事，拜为宰相，李石被任为朝议大夫，仍判度支。

### 拜相
郑覃、李石拜相后，以仇士良为首的宦官常引用李训、郑注的例子意图羞辱朝臣。李石、郑覃指出李训、郑注是宦官王守澄推荐给文宗的，以为回击。宦官的傲气因此收敛，朝臣们也依赖李石和郑覃以自保。不久，宦官刘行深及仪仗使田全操等六人巡边回京，称回京之日要屠杀官员，长安陷入惶恐。田全操行近长安，中书省官吏稍稍走散，郑覃建议李石避难，李石拒绝了，说如果连宰相都跑了，恐惧将完全笼罩京城，如果将有灾祸，他们是逃不过的。郑覃同意了。李石审阅公文，泰然自若。当晚，因李石和左金吾将军陈君赏的维持，局势安定。当月，文宗御紫宸殿时，郑覃和李石促成李训及其他被诛官员的亲属不被追究。
十一月，因宰相从人多在甘露之变中被杀，江西、湖南献上足以招募120人的制服和粮食，以让宰相招募从人。李石上表文宗辞谢了两镇的进献：“如果宰相忠正无邪，将得神灵庇佑，即使遇到盗贼，也不会受伤。如果宰相心里怀着奸邪的念头，即使有大量护卫，鬼也会杀了他们。臣愿意竭力报国，按旧制，用金吾就够了。臣请求退回两镇的进献。”十二月，新任京兆尹薛元赏拜访李石，见李石在厅堂与一人争辩，声音很大。薛元赏派人打听，说是神策军将在诉讼。薛元赏小跑而入，责李石不能制一军将，令其如此无礼，然后跑出上马，命左右擒住军将到下马桥。仇士良闻讯召薛元赏，薛元赏杖杀军将后前去，被仇士良指责，薛元赏说中尉和宰相都是大臣，无论是宰相的人无礼于中尉还是中尉的人无礼于宰相都不可饶恕，自己此来愿意领死。仇士良知道军将已死，只能不了了之。
李石先前辞谢进献的表文常被视为谦逊的典范，但宦官仍控制政府，朝臣旦夕担心遭到屠杀。开成元年（836年）正月，文宗御紫宸殿，郑覃、李石奏请免京兆一年租赋、停四节进奉，文宗说要务行其实不崇空文，李石又说“赦书需要在宫内留一本，陛下时时查看。十道黜陟使出发之日要交代公事根本，令他们向外与长吏详择施行，才能尽利害之要。”并奏请春季禁用泾阳水，秋冬时再动用。文宗说到百司弛慢，应该整顿，郑覃答变风俗，当考实效，百司三十年以来多不务实，如同嵇、阮之流不摄职事，李石说这都是天下太平人人无事安逸所致，如今人俗都在以不及王衍为耻。文宗鼓励郑覃、李石，二人谢罪。二月，昭义节度使刘从谏上表严辞抗议王涯、贾餗无辜并弹劾仇士良之罪，仇士良等宦官才收敛行为，文宗和李石、郑覃才得以行权。当月宰相们奏事于紫宸殿，文宗说：“从来文格非佳，昨试进士题目是朕自出，所见诗赋似胜去年。”李石说：陛下改诗赋格调以正颓俗，高锴亦能厉精取士，仰副圣旨。”文宗说：“四方表奏不典实而尚浮巧者，宜罚掌书记。”李石说：“古人因事为文，今人以文害事，惩弊抑末，实在盛时。”李石除拜相外，还被任守中书侍郎、充集贤殿大学士。三月，奏事于紫宸殿，当时正少雨，文宗说：“麦苗得未损否？”李石说：“春泽之时亦未至损，自赦书颁行，远近皆已来贺，未见有依节文处置事上闻者。臣即进条目，伏望省览。比者下令不曾及时，今条奏赦书中十一件事最切臣欲提举，令其必行。”“度支每年有十人，合有得官臣，悉令各守公事，留其旧人，就加守奖，十年间免一百人入任。”四月，兼领诸道盐铁转运使。并判收茶法。
当月，谣传文宗准备再次让宰相指挥军队对抗宦官，局势再度紧张。李石建议文宗召宰相和宦官开会，李石和郑覃得以向宦官解释事态，仇士良等人对宰相的疑心也稍释然了。同月，文宗御紫宸殿，问李石：有何人候对？李石说：“有令狐楚、郑肃等。”奏道：“陛下今日令诸有司官各以公事面奏，未知决事之时，对臣与（郑）覃伏候，臣等退？”文宗认为无碍，又说：“吏部中事非迁才，安得摭实无滥。且欲变更
，得否？”李石说：“县令录事参军改变即得诸官。且循旧为便。”
五月，文宗御紫宸殿，对宰相们曰：“为政之道，自古是难事。”李石对道：“朝廷法令得行，就容易了。”文宗勤于为政之道，常苦于选曹舞弊，在延英殿对宰相们提及改革吏部，李石对答：“选官可以商量，其他官应该循旧。”文宗说：“循旧如配官，贤不肖如何能甄别？”
同年，前宰相李固言再度拜相，与郑覃、李石共事，李石请求追复被王守澄和郑注诬陷谋反遭贬的前宰相宋申锡。郑覃、李固言赞同李石的表文，文宗同意了，追复宋申锡生前官爵。当年，起居舍人李褒有痼疾请辞，李石奏称阙官，文宗称褚遂良为谏议大夫时曾兼此官，要李石推荐在任谏议大夫兼起居舍人，李石遂奏李让夷、冯定、孙简、萧俶。最后文宗任用李让夷。文宗很怀念李训，每每对李石、郑覃、李固言等称李训之才：“李训伦常不如公等，但是天下奇才，公等不及。”
同年，太仆卿段伯伦去世，李石奏称段伯伦是故忠臣段秀实之子，自古舍身卫社稷的都不如段秀实之贤。文宗悯然，加段伯伦赙赠，且为礼待忠臣后人而辍朝一日。
李石任金部员外郎韩益代他判度支，但十月，韩益贪赃三千馀缗事发被下狱。李石对文宗说：“我认为韩益通晓钱谷之事，才用他，不知他贪婪如此。”文宗说：“宰相只要知人则任用，有过则惩罚，就容易得人。卿对所用的人不掩其恶，可谓公正极了。从前宰相用人喜欢遮蔽对方的过失，不希望他人弹劾，这是大问题。”韩益被贬梧州司户。李石建议文宗褒赏两位有德的宦官刘弘逸和薛季稜。
二年（837年），文宗对宰相郑覃、李固言、李石等感慨人才缺乏，李石答：“十户的城邑必有忠信之人，怎么会有大国无人？是贞元年间仕进路塞，所以有才之人有的就去其他地方托身，这是不叙进人才之过。”二月，文宗御紫宸殿，对三宰相说：“《顺宗实录》似未详实，史官韩愈不是当时人否？”李石说：“韩愈贞元末屈为四门博士。”文宗说西汉司马迁《与任安书》多怨怼之辞，其所著《武帝本纪》多失实。郑覃说汉武帝中年大发兵开边，劳苦生灵，府库殚竭，司马迁所述不过分。李石说郑覃所说的是以汉武帝为例进谏，希望文宗盛德有终。文宗以为然。五月，文宗御紫宸殿，郑覃、李石奏山南东道节度使殷侑论请就边境上招当道防秋兵、徐泗濠节度使薛元赏请求保留旧防秋兵二年，文宗都不认可。同月，李德裕代牛僧孺为淮南节度使，牛僧孺将军事交付副使张鹭后离任。淮南府钱八十万缗，李德裕奏称只有四十万，被张鹭用了一半。牛僧孺对文宗称冤，文宗诏李德裕核实，李固言发现牛僧孺留下的钱确实是八十万缗。李石准许李德裕再行核查申辩，李德裕称诸镇被代任时按例以半数备水旱、助军费，自己刚到任时染病，不知道这个惯例，被下属官吏欺瞒，待罪请求处罚，被赦免。七月，因苏州刺史卢商改革盐法、政绩上等，李石迁他为润州刺史、浙西团练观察使。
文宗喜欢经术，李石因而说士丐《春秋传》可读，但文宗说曾见过，是穿凿之学。
李石后为银青光禄大夫。因李石和宦官政见不合，仇士良开始深恨他。三年（838年）正月，仇士良派禁军中的刺客试图杀害李石，李石白天从亲仁里入朝时中流矢，但只伤了皮肤，骑马逃回，在坊门又遇袭，马尾被剑砍断，本人幸免。文宗惊骇，派宦官慰问，赐金疮药，派六军兵士三十人护卫宰相。李石恐惧，屡屡上表请辞宰相、中书侍郎。文宗不情愿地答应了，改任李石为中书侍郎、同中书门下平章事、兼江陵尹、充荆南节度管内观察处置等使，勋如故，加金紫光禄大夫。京兆尹崔珙因不能抓捕凶手，被罚俸，声望也受到影响。而仇士良愈发肆无忌惮。

### 罢相后
因仇士良憎恨李石人所共知，李石离京去荆南赴任时，皇家没有为他设宴以示荣宠，京城士人寒心。李石到荆南后，仍保有同中书门下平章事作为荣衔，辞中书侍郎荣衔，加检校兵部尚书。

## 唐武宗年间
五年（840年），唐文宗崩，弟唐武宗继位，授李石检校尚书右仆射荣衔。
会昌三年（843年）十月，武宗正征讨控制昭义的军阀刘稹，注意到昭义邻镇河东节度使刘沔、卢龙节度使张仲武有隙，调刘沔至义成，因李石曾任河东节度副使而任李石为检校司空、平章事，兼太原尹、北都留守，充河东节度、管内观察等使以代之，封爵陇西郡伯。刘稹遣军将贾群来见李石，呈上李石堂兄洺州刺史李恬的信说：“刘稹愿举族归命于相公，奉刘从谏的丧事归葬东都。”李石囚贾群，将书信内容上报。时任宰相的李德裕以李石名义回信，要刘稹面缚来降。
刘沔离任河东时带走了所有储藏的财物，李石到任时，府库一空。十一月，因榆社行营都将王逢奏称兵少请求增援，朝廷又下令河东以二千兵增援之，李石召回刘沔之前屯于横水栅防回鹘奇袭的1500士兵，由都将杨弁统领。春节前三日，横水栅士兵到了，但因府库一空，李石不能按惯例给他们作为派往前线的士兵应得的两匹绢赏赐；他只能从自己的财产中拿出绢，但只足以人手一匹。随从忠武节度使王宰的监军宦官吕义忠又发牒文催促士兵赶赴前线，不让他们留在太原过年。士兵们愤怒沮丧，杨弁趁机作乱，让士兵劫掠城中并控制太原，杀都头梁季叶，士兵推杨弁为留后。四年（844年）正月，李石只得出逃汾州。杨弁随后释放贾群，和刘稹结盟。
杨弁作乱后，武宗遣中使马元贯宣谕河东，马元贯又受杨弁贿赂而意欲保全他。朝臣立即呼吁停止讨伐昭义，连王宰也请求接受刘稹投降。李德裕反对，重申只有刘稹全家自缚才接受其投降，虽然马元贯奏称杨弁军多，李德裕指出既然李石招不到兵，杨弁也不可能短期内招到很多兵，马元贯词穷。在认为杨弁作乱不应得到宽容的李德裕的进一步建议下，武宗下令转移战事焦点，先对付杨弁。因此，他命令李石和吕义忠从邻近州县调集军队，意图收复太原，命河东行营都知兵马使王逢将河东军留在榆社，率先前义武、宣武、兖海派出的军队进军太原，同时命成德军节度使王元逵分兵向太原。榆社的河东兵慌了，怕一旦太原陷落，他们的家人会被其他镇的士兵屠戮，于是便主动拥戴吕义忠攻杨弁。杨弁夺太原不到一个月，吕义忠的河东军就收复太原，拘禁杨弁，送往长安处决。
杨弁乱平后，李石被崔元式所代，被任为太子少傅，就职于东都洛阳。会昌五年（845年）正月，他被任检校司徒、充东都留守、判东都尚书省事、畿汝都防御使。因太微宫正殿坍塌，他以废弃的弘敬寺为太庙，迎唐朝历代先帝神主祔之。十月，中书省奏称氾水县武牢关驿像年代已久，希望以李石为充修东都太庙使，令其在洛阳选择好画家增饰并在开工之日差一名分司官员荐告，获准。六年（846年）四月，奏修奉太庙完毕、所司已迎奉太微宫神主祔庙。唐宣宗大中元年（847年）秋季前，他在洛阳去世，享年六十二，具体日期不详。赠尚书右仆射。
李石之弟李福，历任义成军节度使、刑部、户部尚书、山南东道节度使，唐僖宗时同平章事（拜相）。
李石在荆南时的宾佐崔铉在会昌年间为宰相。

## 作品
- 《开成承诏录》二卷。[65][66]
- 《世系手记》一卷。[66]
- 《乐善录》十卷。[67]
- 《司牧安骥集》三卷、《司牧安骥方》一卷。[68]

## 轶闻
《云笈七签》卷一百一十三：李石未发达时很喜欢道家。曾游嵩山，在荒草之间听到有人呻吟，一看，是病鹤。鹤说着人话：“我已经成仙了，遇到厄运，被樵夫所伤，一只脚就要断了，需要人血数合，才能痊愈。你有仙骨，所以相托。”李石就脱了衣服想刺伤自己放血。鹤说：“世间人少，公也不是纯人。”拔下睫毛说：“拿去东都，用它照，就知道了。”李石在途中用睫毛看自己，是马的头。到了洛阳，遇到很多人，都不是人，都是狗、猪、驴、马的头。偶尔在桥上看到一个老翁骑驴，用睫毛照，是人。李石恭敬作揖，说了病鹤的事。老翁欣然下驴，割手臂自刺出血。李石用小瓶盛放，拿去鹤的所在，涂在伤处，撕裂衣服为它裹伤。鹤谢道：“公将要做明君的宰相，不久就是日子了，谨慎不要堕落初心。”李石下拜，鹤冲天而去。
《太平广记》《类说》等将此事主角记作李松、李相公、李卫公。

## 子孙
- 李奇
- 李赣